# Кашине Ронко (Асти)
Кашине Ронко је насеље у Италији у округу Асти, региону Пијемонт.
Према процени из 2011. у насељу је живело 25 становника. Насеље се налази на надморској висини од 272 м.